# Ng Kam Mui
Ng Kam Mui es una deportista hongkonesa que compitió en atletismo adaptado. Ganó una medalla de bronce en los Juegos Paralímpicos de Seúl 1988 en la prueba de 4 × 100 m (clase 2-6).

## Palmarés internacional
| Juegos Paralímpicos | Juegos Paralímpicos  | Juegos Paralímpicos | Juegos Paralímpicos |
| Año                 | Lugar                | Medalla             | Prueba              |
| ------------------- | -------------------- | ------------------- | ------------------- |
| 1988                | Seúl (Corea del Sur) | Medalla de bronce   | 4 × 100 m 2-6       |